# Гінклі (Юта)
Гінклі (англ. Hinckley) — місто (англ. town) в США, в окрузі Міллард штату Юта. Населення — 614 особи (2020).

## Географія
Гінклі розташоване за координатами 39°20′0″ пн. ш. 112°40′24″ зх. д. / 39.33333° пн. ш. 112.67333° зх. д. (39.333455, -112.673401).  За даними Бюро перепису населення США в 2010 році місто мало площу 13,08 км², уся площа — суходіл.

## Демографія
Згідно з переписом 2010 року, у місті мешкало 696 осіб у 238 домогосподарствах у складі 187 родин. Густота населення становила 53 особи/км².  Було 266 помешкань (20/км²).
Расовий склад населення:
| - 92,1 % — білих - 1,0 % — корінних американців - 6,6 % — осіб інших рас |

До двох чи більше рас належало 0,3 %. Частка іспаномовних становила 11,6 % від усіх жителів.
За віковим діапазоном населення розподілялося таким чином: 30,0 % — особи молодші 18 років, 55,9 % — особи у віці 18—64 років, 14,1 % — особи у віці 65 років та старші. Медіана віку мешканця становила 36,5 року. На 100 осіб жіночої статі у місті припадало 99,4 чоловіків;  на 100 жінок у віці від 18 років та старших — 102,1 чоловіків також старших 18 років.
Середній дохід на одне домашнє господарство  становив 64 078 доларів США (медіана — 52 188), а середній дохід на одну сім'ю — 75 553 долари (медіана — 58 889). За межею бідності перебувало 21,5 % осіб, у тому числі 43,8 % дітей у віці до 18 років та 8,6 % осіб у віці 65 років та старших.
Цивільне працевлаштоване населення становило 267 осіб. Основні галузі зайнятості: транспорт — 20,6 %, сільське господарство, лісництво, риболовля — 17,6 %, роздрібна торгівля — 12,7 %, виробництво — 12,4 %.